# Canton de Luçon
Le canton de Luçon est une circonscription électorale française située dans le département de la Vendée et la région des Pays de la Loire.

## Histoire
Le canton de Luçon est reconduit par l'article 8 du décret no 2014-169 du 17 février 2014 ; il se compose de communes situées dans les anciens cantons de Chaillé-les-Marais, de L’Hermenault et de Luçon.

## Représentation

### Conseillers d'arrondissement (de 1833 à 1940)
| Période                                  | Période | Identité                      | Étiquette | Qualité |
| ---------------------------------------- | ------- | ----------------------------- | --------- | --- |
| 1833                                     | 1850    | Charles Aimé Honoré Amelineau |           | Maire de Saint-Michel-en-l'Herm                                                                             |
|                                          |         |                               |           | |
| av.1865                                  |         | M. Raud                       |           | Maire de Triaize                                                                                            |
|                                          |         |                               |           | |
| 1895                                     | 1904    | Benjamin Ayraud               | Rad.      | Propriétaire terrien à Luçon                                                                                |
|                                          |         |                               |           | |
| av.1913                                  | 1937    | Michel Phélippon              | Rad.      | Négociant à Luçon                                                                                           |
| 1937                                     | 1940    | Adolphe Pabœuf                | Rad.      | Médecin à Luçon                                                                                             |
| 1940                                     |         |                               |           | Les conseils d'arrondissement ont été suspendus par la loi du 12 octobre 1940 et n'ont jamais été réactivés |
| Les données manquantes sont à compléter. |         |                               |           | |

### Conseillers généraux (de 1833 à 2015)
| Période | Période      | Identité                                | Étiquette      | Qualité |
| ------- | ------------ | --------------------------------------- | -------------- | --- |
| 1833    | 1843 (décès) | Jacques François Beaussire (1795-1843)  |                | Négociant, ancien maire de Luçon |
| 1843    | 1848         | Pierre Boissé (1776-?)                  |                | Négociant (marchand de grains) à Luçon |
| 1848    | 1850         | Jean-Baptiste François Jaulein (1808-?) |                | Propriétaire à Luçon |
| 1850    | 1864         | Charles Aimé Honoré Amelineau (1804-?)  |                | Propriétaire, maire de Saint-Michel-en-l'Herm, conseiller d'arrondissement |
| 1864    | 1887 (décès) | Baptiste François Gaudineau             | Extrême droite | Propriétaire agricole Sénateur (1876-1887) Maire de Luçon Président du Conseil Général |
| 1887    | 1898         | Prosper Deshayes                        | Républicain    | Notaire Maire de Luçon Député de la Vendée (1893-1906) |
| 1898    | 1904         | Anatole Biré                            | Conservateur   | Avocat à la Cour d'appel de Paris Député de la Vendée (1924-1928) |
| 1904    | 1910         | Benjamin Ayraud                         | Rad.           | Propriétaire terrien Maire de Luçon (1905-1919), conseiller d'arrondissement |
| 1910    | 1936 (décès) | Paul Berjonneau (1870-1936)             | Rad.           | Propriétaire éleveur Maire de Saint-Michel-en-l'Herm (1929-1935) |
| 1937    | 1940         | Clément Emilien Loubé                   | Rad.           | Agriculteur Maire de L'Aiguillon-sur-Mer Nommé conseiller départemental en 1943 |
|         |              |                                         |                | |
| 1945    | 1951         | Adolphe Pabeuf (1874-1958)              | Rad.           | Médecin, ancien conseiller d'arrondissement Maire de Luçon (1944-1947) |
| 1951    | 1970         | Pierre Nau (1903-1987)                  | Rad.           | Mécanicien Maire des Magnils-Reigniers (1942-1953) Maire de Luçon (1953-1971) |
| 1970    | 1976         | Marcel Bousseau                         | UDR            | Pharmacien Député de la Vendée (1962-1973) Maire de La Tranche-sur-Mer |
| 1976    | 1994         | Jean de Mouzon (1923-2004)              | MRG            | Pharmacien Maire de Luçon (1971-1993) |
| 1994    | 2001         | Gaston Clergeaud (1929-2022)            | PS             | Retraité de l'enseignement, Luçon |
| 2001    | 2015         | Dominique Souchet                       | MPF            | Conseiller des Affaires étrangères Député Européen (1994-2004) Maire de Luçon (1995-2001) Conseiller régional (1998-2001) Député de la Vendée (2008-2012) Vice-Président du Conseil Général |

### Conseillers départementaux (depuis 2015)
| Période élective | Période élective | Mandat | Mandat   | Identité           | Nuance | Nuance | Qualité |
| ---------------- | ---------------- | ------ | -------- | ------------------ | ------ | ------ | --- |
| 2 avril 2015     | 2021             | 2015   | 2021     | Arnaud Charpentier |        | LR     | Professeur Conseiller municipal et 7e adjoint au maire de Luçon (depuis 2014)                                                               |
| 2 avril 2015     | 2021             | 2015   | 2021     | Anne-Marie Coulon  |        | DVD    | Maire de Mouzeuil-Saint-Martin (depuis 2001) 6ème Vice-Présidente du Conseil départemental Présidente de l'Association des maires de Vendée |
| 2021             | 2028             | 2021   | en cours | Arnaud Charpentier |        | LR     | Conseiller sortant, 9ème Vice-Président du conseil départemental                                                                            |
| 2021             | 2028             | 2021   | en cours | Anne-Marie Coulon  |        | DVD    | Conseillère sortante |

À l'issue du 1er tour des élections départementales de 2015, deux binômes sont en ballotage : Arnaud Charpentier et Anne-Marie Coulon (Union de la Droite, 37,47 %) et Catherine David et Richard Hunaut (FN, 28,19 %). Le taux de participation est de 50,57 % (12 501 votants sur 24 722 inscrits) contre 52,59 % au niveau départemental et 50,17 % au niveau national.
Au second tour, Arnaud Charpentier et Anne-Marie Coulon (Union de la Droite) sont élus avec 63,64 % des suffrages exprimés et un taux de participation de 49,25 % (6 539 voix pour 12 177 votants et 24 723 inscrits).

## Composition

### Composition avant 2015

Le canton dans le découpage de 1979.

L'ancien canton de Luçon regroupait depuis 1801 10 communes :
- L’Aiguillon-sur-Mer ;
- Grues ;
- Chasnais ;
- Lairoux ;
- Luçon (chef-lieu) ;
- Les Magnils-Reigniers (avant 1956, Les Magnils) ;
- Saint-Denis-du-Payré ;
- Sainte-Gemme-la-Plaine ;
- Saint-Michel-en-l’Herm ;
- Triaize.

### Composition depuis 2015

Le canton dans le découpage de 2015.

Le canton regroupe désormais vingt-et-une communes entières.
| Nom                           | Code Insee | Intercommunalité           | Superficie (km2) | Population (dernière pop. légale) | Densité (hab./km2) | Modifier                                    |
| ----------------------------- | ---------- | -------------------------- | ---------------- | --------------------------------- | ------------------ | ------------------------------------------- |
| Luçon (bureau centralisateur) | 85128      | CC Sud-Vendée-Littoral     | 31,52            | 9 450 (2022)                      | 300                | modifier les données · modifier les données |
| Chaillé-les-Marais            | 85042      | CC Sud-Vendée-Littoral     | 39,96            | 1 909 (2022)                      | 48                 | modifier les données · modifier les données |
| Champagné-les-Marais          | 85049      | CC Sud-Vendée-Littoral     | 49,82            | 1 816 (2022)                      | 36                 | modifier les données · modifier les données |
| Chasnais                      | 85058      | CC Sud-Vendée-Littoral     | 10,77            | 792 (2022)                        | 74                 | modifier les données · modifier les données |
| Grues                         | 85104      | CC Sud-Vendée-Littoral     | 47,18            | 910 (2022)                        | 19                 | modifier les données · modifier les données |
| Le Gué-de-Velluire            | 85105      | CC Sud-Vendée-Littoral     | 12,81            | 516 (2022)                        | 40                 | modifier les données · modifier les données |
| L'Île-d'Elle                  | 85111      | CC Sud-Vendée-Littoral     | 19,09            | 1 505 (2022)                      | 79                 | modifier les données · modifier les données |
| Lairoux                       | 85117      | CC Sud-Vendée-Littoral     | 13,19            | 601 (2022)                        | 46                 | modifier les données · modifier les données |
| Les Magnils-Reigniers         | 85131      | CC Sud-Vendée-Littoral     | 17,96            | 1 461 (2022)                      | 81                 | modifier les données · modifier les données |
| Moreilles                     | 85149      | CC Sud-Vendée-Littoral     | 19,68            | 408 (2022)                        | 21                 | modifier les données · modifier les données |
| Mouzeuil-Saint-Martin         | 85158      | CC Pays-de-Fontenay-Vendée | 25,85            | 1 211 (2022)                      | 47                 | modifier les données · modifier les données |
| Nalliers                      | 85159      | CC Sud-Vendée-Littoral     | 33,61            | 2 372 (2022)                      | 71                 | modifier les données · modifier les données |
| Pouillé                       | 85181      | CC Pays-de-Fontenay-Vendée | 17,48            | 643 (2022)                        | 37                 | modifier les données · modifier les données |
| Puyravault                    | 85185      | CC Sud-Vendée-Littoral     | 17,07            | 646 (2022)                        | 38                 | modifier les données · modifier les données |
| Saint-Denis-du-Payré          | 85207      | CC Sud-Vendée-Littoral     | 16,24            | 413 (2022)                        | 25                 | modifier les données · modifier les données |
| Saint-Michel-en-l'Herm        | 85255      | CC Sud-Vendée-Littoral     | 54,80            | 2 347 (2022)                      | 43                 | modifier les données · modifier les données |
| Sainte-Gemme-la-Plaine        | 85216      | CC Sud-Vendée-Littoral     | 35,52            | 2 074 (2022)                      | 58                 | modifier les données · modifier les données |
| Sainte-Radégonde-des-Noyers   | 85267      | CC Sud-Vendée-Littoral     | 31,13            | 982 (2022)                        | 32                 | modifier les données · modifier les données |
| La Taillée                    | 85286      | CC Sud-Vendée-Littoral     | 11,57            | 551 (2022)                        | 48                 | modifier les données · modifier les données |
| Triaize                       | 85297      | CC Sud-Vendée-Littoral     | 58,80            | 1 061 (2022)                      | 18                 | modifier les données · modifier les données |
| Vouillé-les-Marais            | 85304      | CC Sud-Vendée-Littoral     | 9,14             | 782 (2022)                        | 86                 | modifier les données · modifier les données |
| Canton de Luçon               | 8508       |                            | 573,19           | 32 450 (2022)                     | 57                 | modifier les données                        |

### Intercommunalités
Le canton de Luçon est à cheval sur deux communautés de communes :
- Pays-de-Fontenay-Vendée (deux communes) ;
- Sud-Vendée-Littoral (dix-neuf communes).

## Démographie

### Démographie avant 2015
| 1962   | 1968   | 1975   | 1982   | 1990   | 1999   | 2006   | 2011   | 2012   |
| ------ | ------ | ------ | ------ | ------ | ------ | ------ | ------ | ------ |
| 16 776 | 17 249 | 17 865 | 18 350 | 19 060 | 19 481 | 20 418 | 21 055 | 21 055 |

### Démographie depuis 2015
En 2022, le canton comptait 32 450 habitants, en évolution de +0,45 % par rapport à 2016 (Vendée : +5,33 %, France hors Mayotte : +2,11 %).
| 2013   | 2018   | 2022   |
| ------ | ------ | ------ |
| 32 032 | 32 279 | 32 450 |